# Станіслав Владислав Потоцький
Станіслав Владислав Потоцький (пол. Stanisław Władysław Potocki; пом. 27 червня 1732, Львів) — польський військовий і політичний діяч Речі Посполитої.

## Життєпис
Дід — Станіслав Ревера Потоцький.
Був прихильником короля Августа ІІ (тоді у Речі Посполитій панувало двовладдя, причому Август ІІ був союзником Московії (від 1721 — Російської імперії), а Станіслав Лещинський — Швеції). Представник знатного українсько-польського магнатського роду Потоцьких герба Пилява. Батько — Фелікс Казимир Потоцький (1630—1702 рр.); мати — Кристина Любомирська (пом. 1669 р.). Володар Винники (біля Львова) 1730—1732 рр.
Як і брати, брав участь у вересневій Підгаєцькій кампанії 1698 року на чолі своєї панцерної корогви. Обіймав посаду ловчого великого литовського (1704—1710). У січні 1708 року від імені белзького воєводи писав скаргу до польного коронного гетьмана Станіслава Матеуша Жевуського через неприйнятні дії розквартированих там московитів, калмиків. У 1712 році важко хворів. Белзький воєвода з 25 травня 1729 року завдяки зусиллям примаса Теодора Анджея Потоцкого. Староста грубешівський (з 5 березня 1705 року, в 1727 році відступив Ф. С. Потоцькому), опалинський (Опалин коло Володимира Волинського).
Був власником маєтності Печеніжин Коломийського повіту. Завдяки запису Гелени Морштинівної отримав величезні маєтності поблизу Умані, зокрема, Тульчин, Торговицю, Браїлів, Демидівку, Могилів на Поділлі. Посідав Тартаківські маєтності в Белзькому воєводстві. Був протектором монахів-бернардинців, мав намір наприкінці життя прийняти «habit», осісти при кляшторі бернардинів Сокаля, якому записав 50000 золотих для утримання каплиці.
Дітей у шлюбах не мав. Його маєтності перейшли до небожа Франциска Салезія Потоцького. Помер від несподіваної хвороби, був похований у бернардинців Кристинополя.
Портрет С. В. Потоцького є у збірці палацу у Вілянуві.